# Pericoma litanica
Pericoma litanica är en tvåvingeart som beskrevs av Vaillant och Moubayed 1987. Pericoma litanica ingår i släktet Pericoma och familjen fjärilsmyggor.
Artens utbredningsområde är Libanon. Inga underarter finns listade i Catalogue of Life.